# 12e régiment d'infanterie (Reichswehr)
Pour les articles homonymes, voir 12e régiment.
Le 12e régiment d'infanterie est un régiment de la Reichswehr.

## Histoire
Le régiment est formé le 1er janvier 1921 à partir des 7e et 8e régiments de tirailleurs de la Reichswehr et des 31e et 32e régiments de chasseurs de la Reichswehr de l'armée de transition. Comme il s'agissait d'une unité mixte, seuls les bataillons respectifs reçoivent le 29 mai 1922, en plus de leur nom, la désignation "Anhaltais" ou "Prussien".
Dans le cadre de l'agrandissement de la Reichswehr, le régiment est divisé en 1934 lors de la première vague de formation, formant ainsi le régiment d'infanterie d'Halberstadt et le régiment d'infanterie de Glogau.

### Garnisons
- Halberstadt : quartier général du régiment, bataillon d'entraînement (prussien) et 13e compagnie (MW)
- Dessau : 1er bataillon (anhaltais) avec quartier général, 1er et 4e compagnies
- Zerbst : 2e et 3e compagnie
- Quedlinbourg : 2e bataillon (prussien) avec état-major
- Magdebourg : 3e bataillon (prussien) avec quartier général, situé à la caserne Anger (de)

### Commandants
| Nr. | Nom                               | Début            | Fin             |
| --- | --------------------------------- | ---------------- | --------------- |
| 1.  | Oberst Georg Siehr                | 1er janvier 1921 | 31 janvier 1923 |
| 2.  | Oberst Rudolf Schniewindt (de)    | 1er février 1923 | 31 janvier 1926 |
| 3.  | Oberst Paul Oppermann             | 1er février 1926 | 31 mars 1928    |
| 4.  | Oberst Adolf von Brauchitsch (de) | 1er avril 1928   | 31 janvier 1929 |
| 5.  | Oberst Ivo von Trotha             | 1er février 1929 | 28 février 1932 |
| 6.  | Oberst Erich Lüdke (de)           | 1er février 1932 | 31 janvier 1934 |
| 7.  | Oberst Albrecht Schubert          | 1er février 1934 | 5 octobre 1936  |

## Organisation

### Affiliation
Le régiment est subordonné du 4e commandant d'infanterie de la 4e division à Magdebourg.

### Structure
En plus de l'état-major du régiment, le régiment se compose d'un escadron des transmissions
1er bataillon avec quartier général et escadron des transmissions, issu du 8e régiment de tirailleurs de la Reichswehr,
2e bataillon avec quartier général et escadron des transmissions, issu du 7e régiment de tirailleurs de la Reichswehr,
3e bataillon avec quartier général et escadron des transmissions, issu du 8e régiment de fusiliers de la Reichswehr et du 32e régiment de chasseurs de la Reichswehr,
Bataillon supplémentaire, à partir du 23 mars 1921 Bataillon d'entraînement, issu des 31e et 32e régiments de chasseurs de la Reichswehr.
Chaque bataillon de campagne est divisé en trois compagnies, chacune avec trois officiers et 161 sous-officiers et hommes (3/161) et une compagnie de mitrailleuses (4/126). Au total, un bataillon est composé de 18 officiers et fonctionnaires (dont des médecins) et de 658 hommes.

## Armement et équipement

### Armement principal
Les tirailleurs sont armés de la carabine K98a. Chaque peloton possède une mitrailleuse légère MG 08/15.
Dans chacune des compagnies MG, le 1er peloton est composé de trois groupes avec trois mitrailleuses lourdes MG 08 sur affût, tiré par quatre chevaux, et les 2e au 4e pelotons sont composés de trois groupes avec trois mitrailleuses lourdes MG 08 sur affût, tiré par deux chevaux.
Les armes les plus lourdes du régiment sont les mortiers de la 13e compagnie. Le 1er peloton est équipé de deux lanceurs moyens de 17 cm, tirés par quatre chevaux, les 2e et 3e pelotons avec trois lanceurs légers de 7,6 cm, entraînés par paires.

## Divers

### Reprise de la tradition
Le régiment reprend la tradition des anciens régiments en 1921.
- 1re compagnie : 70e régiment d'infanterie
- 2e compagnie : 93e régiment d'infanterie
- 3e compagnie : 174e régiment d'infanterie
- 4e compagnie : 166e régiment d'infanterie
- 5e compagnie : 67e régiment d'infanterie et 153e régiment d'infanterie
- 6e compagnie : 165e régiment d'infanterie
- 7e compagnie : 171e régiment d'infanterie (de)
- 8e compagnie : 72e régiment d'infanterie (de)
- 9e compagnie : 4e bataillon de chasseurs à pied et 2e département MG
- 10e compagnie : 66e régiment d'infanterie
- 11e compagnie : 26e régiment d'infanterie
- 12e compagnie : 30e régiment d'infanterie
- 13e compagnie : 145e régiment d'infanterie
- 14e compagnie : 143e régiment d'infanterie
- 15e compagnie : 27e régiment d'infanterie
- 16e compagnie : 136e régiment d'infanterie